# Pero Alfirević
Pero Alfirević je bio nogometaš RNK Split. Igrao je u sastavu koji je nastupao 1957/58. u 1. saveznoj ligi. Igrao je na više mjesta u momčadi. 
Igrao je i za Jadran iz Starog Grada na Hvaru.